# Немецкая хоккейная лига
Неме́цкая хокке́йная ли́га (нем. Deutsche Eishockey Liga, сокращенно DEL) — главная хоккейная лига Германии. Лига образовалась в 1994 году после расформирования Бундеслиги.

## История

### Создание
DEL образовалась в 1994 году после расформирования Бундеслиги из её команд 1-го и 2-го дивизионов. Причина расформирования Бундеслиги была в невыносимых условиях, сформировавшихся к тому времени: многие команды обоих дивизионов имели большие задолженности, а команды 2-го дивизиона привлекали мало спонсоров и зрителей. Поэтому многие команды обанкротились, а некоторые и без этого переходили из 1-го дивизиона во 2-й. В сезоне 1992/93 по этим причинам в первом дивизионе осталось всего 11 команд. Кроме этого, две команды прекратили существование в середине сезона и по его окончании. Цель создания DEL состояла в том, чтобы создать хоккейную лигу, основанную на модели североамериканской НХЛ, в которой команды играли бы в лиге без угрозы вылета из нее. Эту идею поддержали инвестиционные компании.
В первом сезоне приняли участие 18 команд: 12 из 1-го дивизиона и 6 из 2-го дивизиона старой Бундеслиги.
На первом этапе все команды играли между собой каждый против каждого дома и в гостях (34 игры). Кроме этого дополнительно организовалось 3 региональных группы, в которых команды играли между собой еще один дополнительный круг (10 игр). Итого в круговом турнире команды играли 44 игры. Далее команды выясняли чемпиона по системе плей-офф, причем в 1/8 и 1/4 финала матчи длились до 4 побед одной из команд, а полуфинале и финале — до 3.

### Команды 1-го сезона лиги
- Аугсбургер (сейчас Аугсбургер Пантер, команда пришла после чемпионства во 2-й Бундеслиге)
- Айсберен Берлин (после 10-го места в 1-й Бундеслиге)
- Пройссен Берлин (после 4-го места во 2-й Бундеслиге)
- Фюксе Заксен Вайсвассер/Кемниц (сегодня Лаузитцер Фюксе[нем.], после 7-го места во 2-й Бундеслиге)
- Дюссельдорф (после вице-чемпионства в 1-й Бундеслиге)
- Ганновер (сегодня Ганновер Индианс, после 6-го места во 2-й Бундеслиге)
- Кассель Хаскис (после 2-го места во 2-й Бундеслиге)
- Кауфбойрер Адлер (сегодня Кауфбойрен[нем.], после 8-го места в 1-й Бундеслиге)
- Кёльнер Хайе (после 3-го места во 1-й Бундеслиге)
- Крефельд (сегодня Крефельд Пингвин, после 5-го места в 1-й Бундеслиге)
- Ландсхут[нем.](после 6-го места в 1-й Бундеслиге)
- Адлер Мангейм (после 7-го места в 1-й Бундеслиге)
- Маддогс Мюнхен (после победы в Чемпионате Германии)
- Нюрнберг 80 (сегодня Нюрнберг Айс Тайгерс, после 3-го места во 2-й Бундеслиге)
- Ратинген[нем.], после 12-го места в 1-й Бундеслиге)
- Старбуллз Розенхайм (после 9-го места в 1-й Бундеслиге)
- Франкфурт Лайонс (сегодня Лёвен Франкфурт, после 4-го места во 2-й Бундеслиге)
- Швеннингер Уайлд Уингз (после 11-го места в 1-й Бундеслиге)

## Команды сезона 2023/24
| Команда                | Город                | Основана | Стадион                      | Вместимость |
| ---------------------- | -------------------- | -------- | ---------------------------- | ----------- |
| Адлер Мангейм          | Мангейм              | 1938     | САП-Арена                    | 13 600      |
| Айсберен Берлин        | Берлин               | 1954     | Мерседес-Бенц Арена          | 14 200      |
| Аугсбургер Пантер      | Аугсбург             | 1878     | Курт-Френцель-штадион        | 6179        |
| Гриззлис Вольфсбург    | Вольфсбург           | 1975     | Ледовая арена Вольфсбург     | 4503        |
| Дюссельдорф            | Дюссельдорф          | 1935     | PSD Bank Dome                | 13 205      |
| Изерлон Рустерс        | Изерлон              | 1959     | Ледовая арена Изерлон        | 4967        |
| Ингольштадт            | Ингольштадт          | 1964     | Сатурн-Арена                 | 4816        |
| Кёльнер Хайе           | Кёльн                | 1972     | Ланксесс-Арена               | 18 700      |
| Лёвен Франкфурт        | Франкфурт-на-Майне   | 2010     | Ледовая арена Франкфурт      | 6000        |
| Нюрнберг Айс Тайгерс   | Нюрнберг             | 1980     | Арена Нюрнбергер Ферзихерунг | 7672        |
| Ред Булл Мюнхен        | Мюнхен               | 1967     | Олимпия Айсхалле             | 6256        |
| Фиштаун Пингвинз       | Бремерхафен          | 1974     | Ледовая арена Бремерхафен    | 4647        |
| Швеннингер Уайлд Уингз | Филлинген-Швеннинген | 1904     | Гелиос-Арена                 | 6125        |
| Штраубинг Тайгерс      | Штраубинг            | 1948     | Айсштадион-ам-Пульвертурм    | 6000        |

## Структура
DEL — это независимая лига, которой владеют и управляют 14 команд, входящих в ее состав. Каждая команда обязана выполнять следующие требования DEL, чтобы оставаться членом этой лиги.
- Письменное заявление о членстве
- Необходимая квалификация (чемпионат во 2-й лиге)
- Стадион, отвечающий требованиям DEL
- Финансовые условия
- Программа поддержки молодых игроков
- Приобретение лицензии (в настоящее время плата за лицензию установлена в размере 800 000 евро)

DEL принимает только одну команду 2-й лиги в сезон. С 2006—2007 года ни одна команда DEL не могла быть автоматически переведена в низшую лигу, она может только потерять свой статус в лиге из-за не соответствия с требованиями DEL.
Начиная с сезона 2008—2009 года и далее, по контракту каждый клуб сможет заявить только 12 легионеров, которые не имеют паспорт ФРГ.
ESBG обязуется принять любую DEL команду, желающую спуститься в низшую 2-ю лигу или Оберлигу. Однако, команде необходимо приобрести лицензию. Существует соглашение о сотрудничестве, которое контролирует отношения между DEL, ESBG (2-я лига) и Хоккейным союзом Германии (DEВ). Этот контракт о сотрудничестве был подписан в декабре 2005 года и действует до 2011 года. Контракт положил конец многолетним спорам между тремя организациями из-за конкуренции и финансовых вопросов.
В 2007 году DEL объявила об изменении в своем курсе. Начиная с 2008—2009 года лига расширилась до 16 команд, что привело к прямому продвижению во 2-ю Бундеслигу, при условии выполнения всех требований и заинтересованности стать членом DEL. Если этого не произойдет, или нынешняя команда в составе DEL уйдет из лиги, путём отборочных игр определится клуб или клубы, имеющие право стать членом лиги в установленном порядке для сохранения состава в кол-ве 16 команд (Примечание: Fuchse Duisburg покинула лигу до сезона 2009—2010 года и замену ей не нашли до следующего сезона. Кроме того новый формат графика игр сократит кол-во постоянных игр в сезоне до 52 игр для каждой команды. Это достигается следующим путём. Каждая команда играет четыре игры против одиннадцати других команд и две игры против оставшихся четырех. Чтобы определить кто с кем играет, используются итоговые результаты предыдущего сезона.
DEL вновь введет систему продвижения/раскрутки. Команды первого и второго низшего разряда будут играть серию игр на «лучшего из семи», чтобы определить кто будет играть с победителем 2-й Бундеслиги за место в лиге. Однако, идут споры по поводу этих матчей поскольку по контракту в команде второй категории играют только пять иностранных игроков и поэтому они играют в гандикапе в отличие от команд лиги DEL у которых по 12 иностранных игроков. В настоящее время ESBG объявила, что ни одна команда из 2-й Бундеслиги не будет принимать участие в этих матчах и следовательно никакого продвижения/перевода в более низшую категорию не произойдет.
Перед сезоном 2010—2011 из-за финансовых трудностей были вынуждены покинуть DEL два клуба Франкфурт Лайонс и Кассель Хаскис. Из 2-й лиги перешел клуб «Мюнхен» и всего в сезоне 2010—2011 в лиге (DEL) играло 14 команд.
В связи с финансовыми проблемами с 2013 года Ганновер Скорпионс покинул Немецкую хоккейную лигу.
В мае 2016 года руководство компании Anschutz Entertainment Group, владевшей командами Айсберен Берлин и Гамбург Фризерс, приняло решение спонсировать лишь один клуб. Таким образом команде из Гамбурга было дано время на то, чтобы найти другого спонсора. Когда этого не было сделано, команда была расформирована.

## Чемпионы
- 1994/1995 — Кёльнер Хайе
- 1995/1996 — Дюссельдорф
- 1996/1997 — Адлер Мангейм
- 1997/1998 — Адлер Мангейм (2)
- 1998/1999 — Адлер Мангейм (3)
- 1999/2000 — Мюнхен Баронс
- 2000/2001 — Адлер Мангейм (4)
- 2001/2002 — Кёльнер Хайе (2)
- 2002/2003 — Крефельд Пингвин
- 2003/2004 — Франкфурт Лайонс
- 2004/2005 — Айсберен Берлин
- 2005/2006 — Айсберен Берлин (2)
- 2006/2007 — Адлер Мангейм (5)
- 2007/2008 — Айсберен Берлин (3)
- 2008/2009 — Айсберен Берлин (4)
- 2009/2010 — Ганновер Скорпионс
- 2010/2011 — Айсберен Берлин (5)
- 2011/2012 — Айсберен Берлин (6)
- 2012/2013 — Айсберен Берлин (7)
- 2013/2014 — Ингольштадт
- 2014/2015 — Адлер Мангейм (6)
- 2015/2016 — Ред Булл Мюнхен
- 2016/2017 — Ред Булл Мюнхен (2)
- 2017/2018 — Ред Булл Мюнхен (3)
- 2018/2019 — Адлер Мангейм (7)
- 2019/2020 — плей-офф не доигран из-за пандемии COVID-19
- 2020/2021 — Айсберен Берлин (8)
- 2021/2022 — Айсберен Берлин (9)
- 2022/2023 — Ред Булл Мюнхен (4)
- 2023/2024 — Айсберен Берлин (10)
- 2024/2025 — Айсберен Берлин